# Nordinska samlingen
Nordinska samlingen är en handskriftssamling, huvudsakligen hopsamlad av biskop Carl Gustaf Nordin 1770-92 och av kronprins Karl Johan inlöst och skänkt till Uppsala universitetsbibliotek 1814.
Nordinska samlingen uppgår till något över 2.000 band från medeltiden fram till 1800-talet, främst inom området historia, teologi, juridik och kyrkohistoria företrädda med respektive omkring 450, 275, 270 och 180 band. Större delen utgörs av avskifter, delvis av Nordin själv men även åtskilliga originalhandlingar. Bland samlingar som uppgått i Nordinska samlingen märks kammarrådet Carl Henrik Wattrangs, bokauktionsnotarien Erik Ekholms och delar av Sigfrid Lorentz Gahm-Perssons handskriftssamlingar samt även det Gyldenstolpe Ehrenstenska arkivet, huvudsakligen greve Nils Gyldenstolpe och hans familjs brevväxling.